# Тилен Финкшт
Тилен Финкшт (Словенија, 6. јул 1997) је словеначки друмски бициклиста. Тренутачно вози за континентални клуб Љубљана Густо Сантик.

### Резултати

##### 2015
- Државни првак код јуниора (друмска трка)

#### 2019
- 3. место, трка Хрватска-Словенија

#### 2020
- 2. место, Награда града Сан Данијел

#### 2021
- 3. место, Велика награда Пореча